# Nelson-Mandela-Bay-Stadion
Das Nelson-Mandela-Bay-Stadion ist ein Rugby- und Fußballstadion in der südafrikanischen Stadt Gqeberha, Provinz Ostkap. Es wurde anlässlich der Fußball-Weltmeisterschaft 2010 erbaut und bietet 46.000 Plätze. Die Sportstätte trägt wegen der Dachkonstruktion den Spitznamen „The Sunflower“ (deutsch „Die Sonnenblume“).

## Geschichte
Der architektonische Entwurf stammt vom deutschen Architekturbüro Gerkan, Marg und Partner (gmp), Hamburg, die Tragwerksplanung für das Dach erfolgte durch das Ingenieurbüro Schlaich, Bergermann und Partner, Stuttgart. Das Stadion, mit ursprünglich geplanten Kosten von 1,1 Milliarden Rand, rund 100 Millionen Euro, wurde am North End Lake im Herzen der Stadt gebaut und besteht aus fünf Rängen. Der Baubeginn war Anfang September 2006, die Fertigstellung war im Mai 2009 und die offizielle Eröffnung Anfang Juni des Jahres. Die Sportarena ist mit 150 V.I.P.-Logen, 60 Business-Logen, einem Geschäft für Sportbekleidung, einer Sporthalle, 500 Parkplätzen sowie mit Seminar- und Funktionsräumen ausgestattet.
Benannt ist das Stadion nach der ihrerseits nach Nelson Mandela benannten Metropolgemeinde Nelson Mandela Bay.
Am 8. Juli 2008 gab das Nationale Organisationskomitee bekannt, dass der Konföderationen-Pokal 2009 nicht im Nelson-Mandela-Bay-Stadion stattfinden werde, da sich der Baufortschritt zu diesem Zeitpunkt weit hinter dem Zeitplan befand. Mit dieser Maßnahme wollte das Organisationskomitee eine Blamage bei der Generalprobe für die WM 2010 verhindern. Jedoch wurde das Stadion als erstes der WM-Stadien komplett fertiggestellt und wäre auch für den Konföderationen-Pokal einsatzbereit gewesen.

## Spiele der Fußball-Weltmeisterschaft 2010 in Port Elizabeth

### Gruppenspiele
- Gruppe B – 12. Juni 2010, 13:30 Uhr:  Südkorea –  Griechenland 2:0 (1:0)
- Gruppe G – 15. Juni 2010, 16:00 Uhr:  Elfenbeinküste –  Portugal 0:0
- Gruppe D – 18. Juni 2010, 13:30 Uhr:  Deutschland –  Serbien 0:1 (0:1)
- Gruppe H – 21. Juni 2010, 16:00 Uhr:  Chile –  Schweiz 1:0 (0:0)
- Gruppe C – 23. Juni 2010, 16:00 Uhr:  Slowenien –  England 0:1 (0:1)

### Achtelfinale
- 26. Juni 2010, 16:00 Uhr:  Uruguay –  Südkorea 2:1 (1:0)

### Viertelfinale
- 2. Juli 2010, 16:00 Uhr:  Niederlande  –  Brasilien 2:1 (0:1)

### Spiel um Platz 3
- 10. Juli 2010, 20:30 Uhr:  Uruguay  –  Deutschland 2:3 (1:1)

## Spiele der Fußball-Afrikameisterschaft 2013 in Port Elizabeth

### Gruppenspiele
Die Gruppenspiele fanden bis auf den letzten Spieltag jeweils im Rahmen von Doppelveranstaltungen statt. Alle Angaben in Ortszeit (UTC+2); das entspricht der Mitteleuropäischen Zeit (MEZ) + 1 Stunde.
- Gruppe B – 20. Januar 2013, 17:00 Uhr:  Ghana –  Demokratische Republik Kongo 2:2 (1:0)
- Gruppe B – 20. Januar 2013, 20:00 Uhr:  Mali –  Niger 1:0 (0:0)
- Gruppe B – 24. Januar 2013, 17:00 Uhr:  Ghana –  Mali 1:0 (1:0)
- Gruppe B – 24. Januar 2013, 20:00 Uhr:  Niger –  Demokratische Republik Kongo 0:0
- Gruppe A – 27. Januar 2013, 19:00 Uhr:  Kap Verde –  Angola 2:1 (0:1)
- Gruppe B – 28. Januar 2013, 19:00 Uhr:  Niger –  Ghana 0:3 (0:2)

### Viertelfinale
- 2. Februar 2013, 17:00 Uhr:  Ghana –  Kap Verde 2:0 (0:0)

### Spiel um Platz 3
- 9. Februar 2013, 20:00 Uhr:  Mali –  Ghana 3:1 (1:0)